# روزن‌رانی

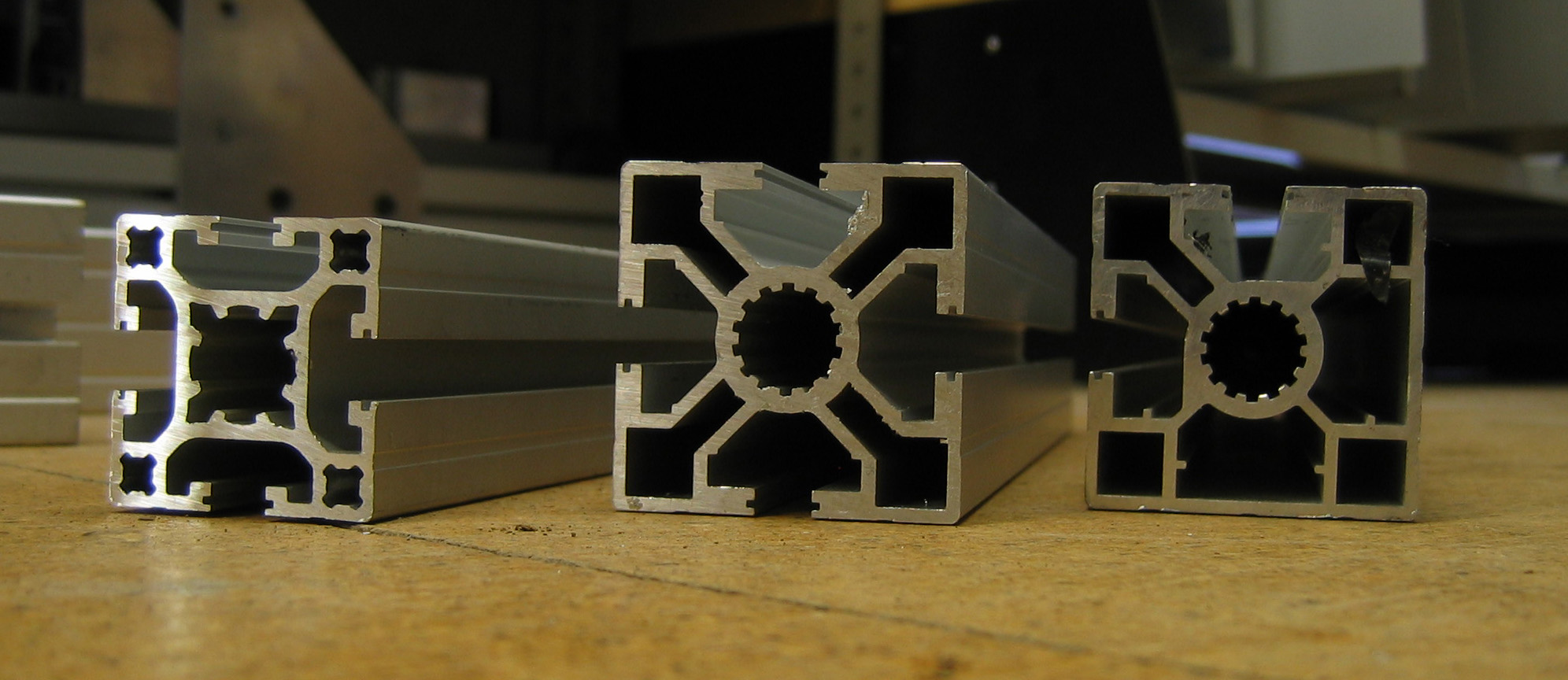
آلومینیم اکسترود شده با چندین حفره مختلف. شیارهای T-شکل اجازه می‌دهد که میله‌ها با بست‌های خاصی بهم متصل شوند.

روزَن‌رانی یا اکستروژن (extrusion) یکی از روش‌های حجمی، برای تغییر شکل مواد به منظور کاهش ضخامت یا سطح مقطع آن‌ها است که در نتیجه آن، قطعاتی با سطح مقطع صاف و عمودی تولید می‌شوند. جهت انجام فرایند اکستروژن، ماده اولیه موردنظر، به درون قالب اکستروژن که سطح مقطع موردنظر روی آن ایجادشده‌است، فشرده می‌شود و در نتیجه، قطعه روزن‌رانده با سطح مقطع قالب، تولید می‌شود.
دو مزیت این فرایند، نسبت به دیگر روش‌های شکل‌دهی، قابلیت بالا در تولید قطعاتی با سطح مقطع پیچیده و همچنین شکل‌دهی مواد ترد و شکننده است، زیرا ماده در این روش، تنها تحت فشار و تنش برشی قرار می‌گیرد. این روش همچنین قطعاتی، با سطح مقطع بسیار باکیفیت و صاف ایجاد می‌کند و باعث استحکام بیشتر مواد می‌شود.
روزن‌رانی می‌تواند پیوسته (تولید قطعات با طول زیاد) یا نیمه‌پیوسته (تولید چندتکه‌ای) باشد. فرایند روزن‌رانی می‌تواند با مواد اولیه‌های سرد یا گرم انجام شوند. انواع موادی که روزن‌رانی روی آن‌ها انجام می‌شود عبارتند از: فلزات، پلیمرها، سرامیک‌ها و مواد غذایی و …
در واقع فرایند روزن‌رانی، مواد خام یک پلاستیک جامد را به یک مایع غلیظ مذاب و سپس به یک جامد سخت یا فیلم انعطاف‌پذیر برای استفاده عملی تبدیل می‌کند. تجهیزات روزن‌رانی پلاستیک: اکسترودر، دای، واحد خنک‌کننده و تجهیزات وایندر روزن‌رانی
روزن‌رانی برای بسیاری از انواع محصولات پلاستیکی که دارای شکل بیرونی یکنواخت هستند و می‌توانند پیچیده باشند و بریده شوند مناسب است. تبدیل مواد خام جامد پلاستیکی به یک سیال غلیظ مذاب در ماردون اکسترودر از طریق عمل برش مکانیکی یک مار پیچ چرخان و گرمای فراهم شده از گرم‌کننده‌های دارای مقاومت الکتریکی متصل به قسمت بیرونی ماردون اکسترودر و دای اتفاق می‌افتد. ترکیبی از عمل برش مکانیکی و چرخشی مارپیچ و گرمای ناشی از گرم‌کننده‌های الکتریکی منجر به مواد خام جامد پلاستیکی به مواد ذوب شده می‌شود. انواع اساسی روزن‌رانی پلاستیک: روزن‌رانی مارپیچ و روزن‌رانی پیستون پرس
دسته‌بندی براساس دمای قطعه کار:
درصورتیکه که قطعه قبل از شروع شکل دهی حرارت داده شود روزن‌رانی گرم و در غیر این صورت روزن‌رانی سرد می‌نامند. دمای فلز در روزن‌رانی سرد دمای محیط یا نزدیک به آن است ولی روزن‌رانی گرم بستگی به نوع آلیاژ و روش روزن‌رانی مقادیر بالاتری است. برای مثال دمای روزن‌رانی آلیاژهای آلومینیوم تا حدود ۴۰۰–۵۰۰ درجه سانتیگراد، برای برنج و آلیاژهای مس حدود ۷۰۰–۸۰۰ درجه سانتیگراد و برای فولادها ۱۱۰–۱۲۰۰ درجه سانتیگراد است. فرایند روزن‌رانی گرم به منظور تولید محصولات فلزی نیمه تمام با طول نسبتاً زیاد و مقطع ثابت مانند انواع پروفیل‌های توپر و توخالی متقارن و غیر متقارن فولادی، آلومینیومی، مسی و آلیاژهای آنها استفاده می‌شود. روزن‌رانی سرد به دلیل وجود مقاومت تغییر شکل بالا در تغییر شکل سرد، برای شکل‌دادن ماده اولیه ای به شکل میله و مفتول و تولید قطعات نسبتاً کوچک، کوتاه و متقارن به تعداد زیاد، با ابعادی و پرداخت سطحی خوب به کار می‌رود.

## تاریخچه

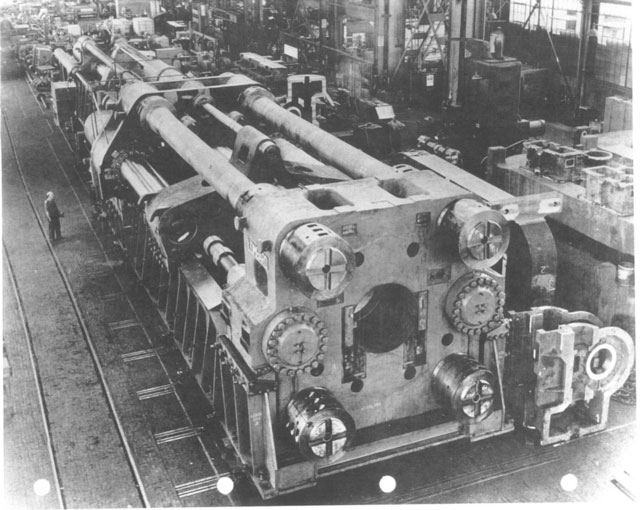
دستگاه پرس روزن‌رانی ۱۲۰۰۰ تنی که توسط برنامه پرس سنگین نیروی هوایی آمریکا در دوران جنگ سرد ساخته شد و توسط Harvey Machine Co استفاده می‌شود. طول این دستگاه ۹۱ متر و وزن آن تقریباً ۳۶۳۶ تن می‌باشد.

در سال ۱۷۹۷، Joseph Bramah اولین فرایند روزن‌رانی برای تولید لوله از مواد نرم زا انجام داد. او ابتدا ماده اولیه فلزی را پیش گرم کرد و آن را به‌وسیله یک پیستون دستی متحرک، به داخل قالب حرکت داد. در سال ۱۸۲۰، Thomas Burr، همین فرایند را به‌وسیله یک پرس هیدرولیک انجام داد. در سال ۱۸۹۴، Alexander Dick، فرایند روزن‌رانی را برای آلیاژهای مسی و برنجی نیز گسترش داد.

## دستگاه پرس روزن‌رانی
در این دستگاه از پیستونی قوی جهت اعمال بار یکنواخت بر قطعه مورد نظر و پرس کردن و فشار دادن آن در بدنه دستگاه استفاده می‌شود. از آنجایی که اصطکاک میان بدنه دستگاه و قطعه زیاد است، درجه حرارت نیز زیاد می‌شود؛ بنابراین لازم می‌شود که بدنه دستگاه هر چند بار خنک کاری شود. جهت خنک کاری از آب صابون یا روغن استفاده می‌شود. جنس بدنه این دستگاه باید مقاوم باشد تا بتواند تنشهای وارد بر آن را تحمل کند. جنس بدنه معمولاً از تنگستن کربوناید است.

## فرایند روزن‌رانی

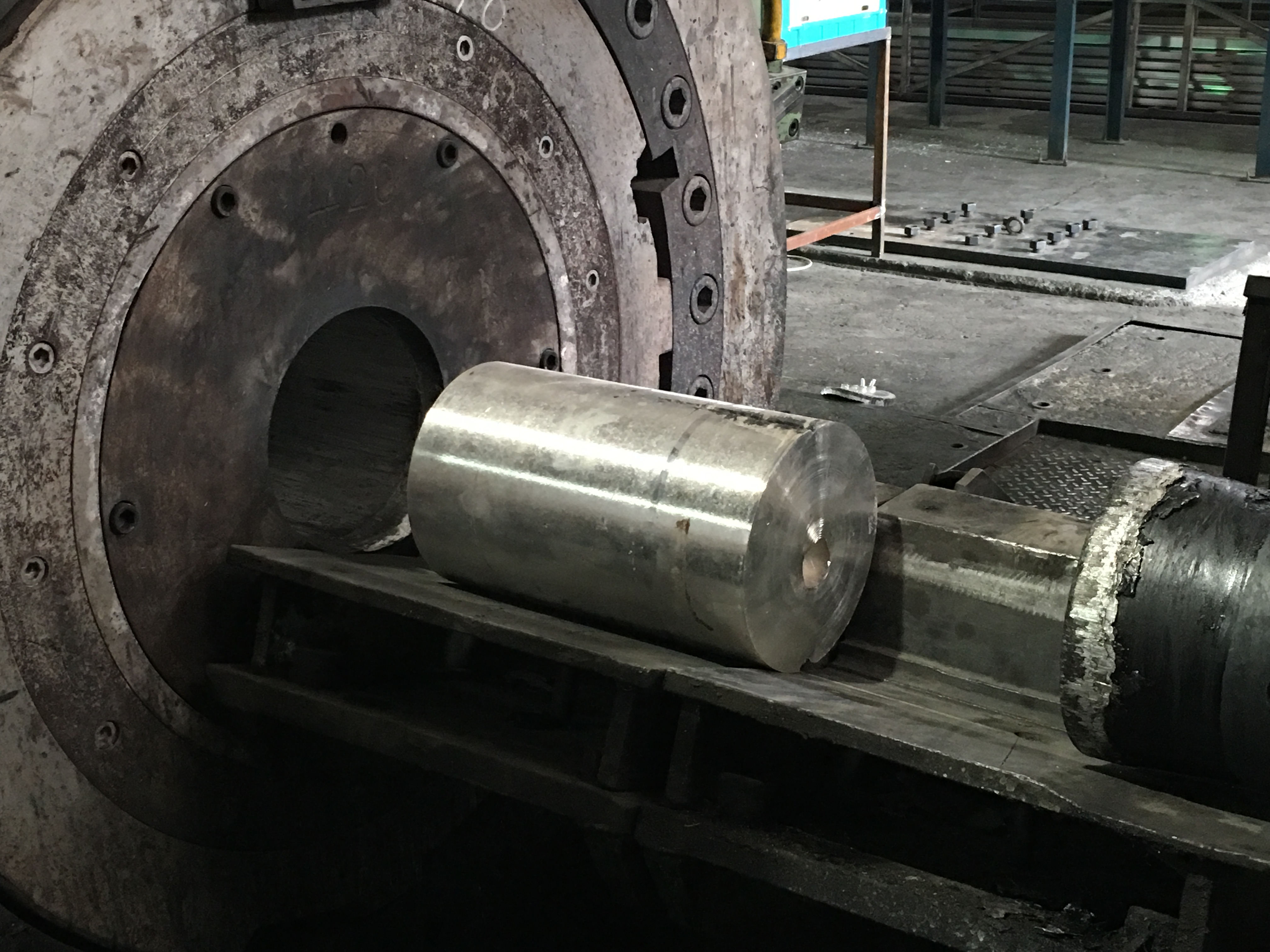
بیلت اولیه و پرس روزن‌رانی

فرایند روزن‌رانی، با گرم کردن مواد اولیه (در روزن‌رانی گرم) شروع می‌شود. سپس داخل مخزن دستگاه پرس قرار داده می‌شود. (مواد اولیه فلزی، به‌صورت بیلت‌های استوانه‌ای ریخته‌گری شده و داخل مخزن دستگاه پرس قرار می‌گیرند)
سپس یک قطعه حائل بین بیلت و پیستون قرار می‌گیرد و بیلت توسط پیستون به داخل قالب، فشرده می‌شود. سپس محصول اکسترود شده از سمت دیگر کشیده می‌شود تا صاف شود. برای بهبود خواص محصول باید روی آن فرایندهای گرم کاری و سرد کاری انجام شود.

### عیوب روزن‌رانی

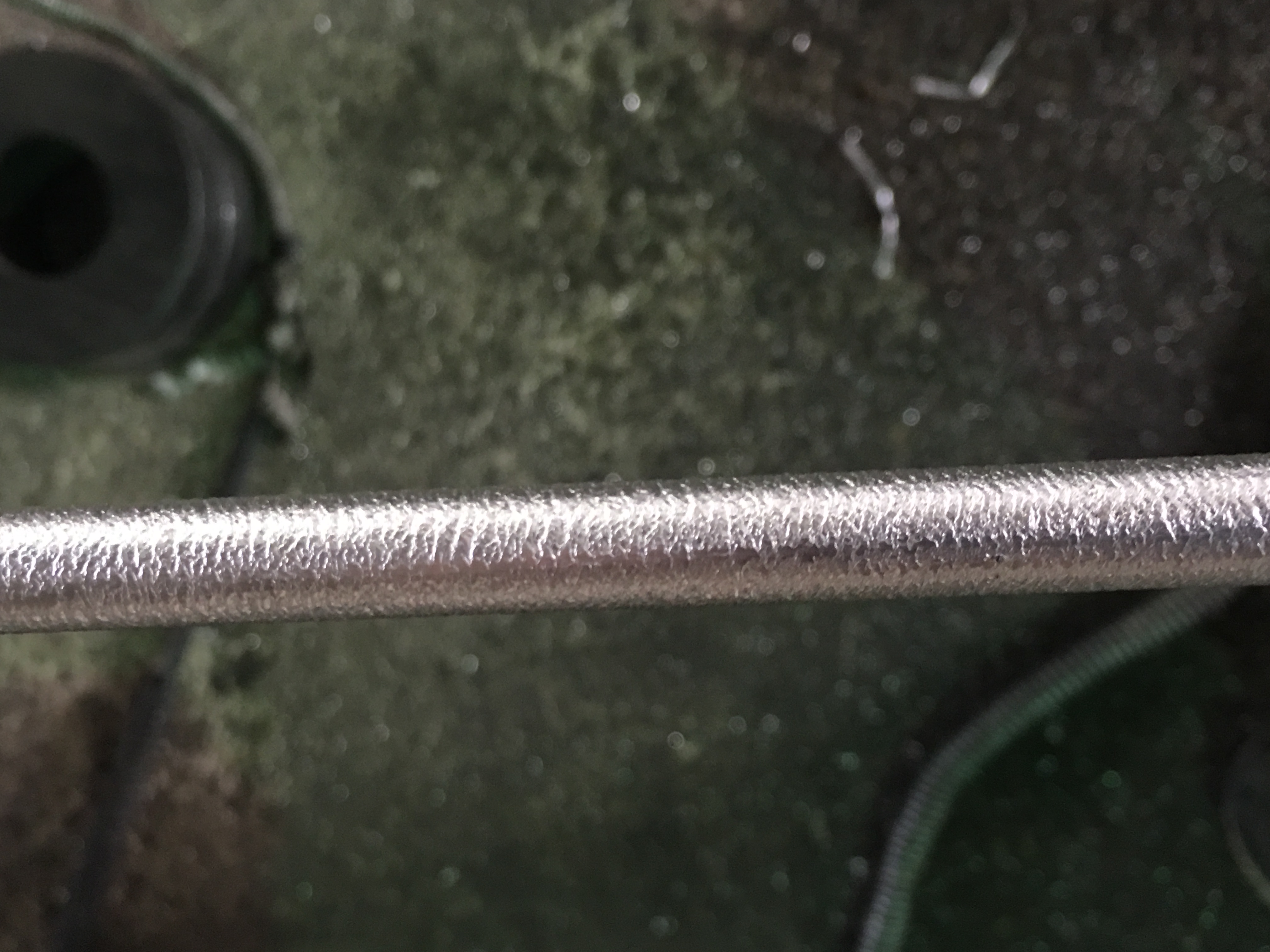
الگوهای جریان روی محصول اکسترود شده که یک عیب روزن‌رانیی است

- ممکن است روی سطح محصول، ترک‌های سطحی اتفاق بیفتد. دلیل ایجاد این ترک‌ها می‌تواند دمای فرایند روزن‌رانی، اصطکاک، یا زیاد بودن سرعت پیستون باشد. ترک‌های سطحی می‌توانند در دما-های پایین‌تر هم ایجاد شوند و این اتفاق زمانی رخ می‌دهد که محصول روزن‌رانی به قالب بچسبد.
- الگوهای جریانی، اکسیدها و آلودگی‌های سطحی را به سمت مرکز محصول روزن‌رانی هدایت می-کنند و باعث کاهش استحکام محصول می‌شود. این عیب به دلیل وجود اصطکاک و فرایندهای سرد کاری روی لایهٔ خارجی بیلت، اتفاق می‌افتد.
- ترک‌های داخلی که به دلیل وجود تنش‌های داخلی، هنگام عبور بیلت از قالب و در اثر نیروی فشاری پیستون در محصول نهایی ایجاد می‌شود و باعث کاهش استحکام نهایی محصول می‌شود.
- خطوط سطحی. این خطوط روی محصولات روزن‌رانی دیده می‌شوند. ایجاد این عیب به میزان زیادی به کیفیت قالب روزن‌رانی و نحوه ساخت آن بستگی دارد.. دلیل دیگری که می‌تواند باعث وجود این عیب در محصولات روزن‌رانی شود، چسبیدن محصول خروجی به دیواره قالب است.

## تجهیزات و انواع روش‌های روزن‌رانی
تجهیزات مختلفی جهت انجام یک فرایند روزن‌رانی وجود دارد که ۴ ویژگی زیر، باعث تمایز آن‌ها می‌شوند:
1. جهت حرکت محصول روزن‌رانی نسبت به جهت حرکت پیستون. اگر قالب ساکن باشد و پیستون حرکت کند، فرایند «روزن‌رانی مستقیم» و اگر پیستون به‌صورت ساکن قرار گیرد و قالب درون دستگاه حرکت کند، «روزن‌رانی غیرمستقیم» نامیده می‌شود.
2. نوع پرس روزن‌رانی که می‌تواند عمودی یا افقی باشد.
3. نوع سیستم محرک که می‌تواند هیدرولیک یا مکانیکی باشد.
4. نوع بارگذاری آن که می‌تواند متغیر یا هیدرو استاتیک باشد.

یک متهٔ تک یا دوبل که به‌وسیله یک پیستون یا موتور الکتریکی تغذیه می‌شود، به‌وسیله یک فشار هیدرولیک یا یک فرایند مشابه، رانده می‌شود تا محصولات روزن‌رانی از ماده اولیه، حاصل شود.

### ایجاد حفره‌های داخلی
روش‌های مختلفی برای ایجاد حفره‌های داخلی در یک فرایند روزن‌رانی وجود دارد. یک راه، استفاده از یک بیلت میان‌تهی است که درون بیلت اولیه، حفره با شکل موردنظر از ابتدا با یکی از روش‌های ساخت، ایجادشده‌است.
به‌منظور ایجاد حفره‌ها، با دقت ابعادی بالاتر از ماندرل استفاده می‌شود. ماندرل‌ها بر دو نوعند: ۱- ماندرل شناور ۲- ماندرل ثابت
1. ماندرل شناور (ماندرل نوع فرانسوی): داخل قطعه حائل بین بیلت و قالب به‌صورت آزادانه قرار می‌گیرد و هنگام انجام فرایند، خود را درون قالب، جا می‌اندازد و به این ترتیب، حفره موردنظر درون محصول روزن‌رانی ایجاد می‌شود.
2. ماندرل ثابت (ماندرل نوع آلمانی): همانند قالب ساخته می‌شود و قبل از قالب قرار می‌گیرد و در نتیجهٔ عبور از آن، ابتدا حفره داخلی در مواد ایجاد می‌شود و سپس با عبور از قالب، محصول نهایی روزن‌رانی ساخته می‌شود.[۸]

### روزن‌رانی مستقیم
روزن‌رانی مستقیم، رایج‌ترین نوع روزن‌رانی است که در آن جهت حرکت پیستون و محصول روزن‌رانی یکسان است. در حقیقت در این روش، قالب ثابت است و پیستون، بیلت را به درون قالب حرکت می‌دهد. در این روش، بیلت داخل یک محفظهٔ محافظت شده قرار می‌گیرد. سپس بیلت به وسیله فشار پیستون، به داخل قالب رانده می‌شود. در این مرحله، یک قطعه حائل بین پیستون و بیلت قرار می‌گیرد تا آن‌ها را جدا از هم نگه دارد. در نتیجه این فرایند، محصول روزن‌رانی از سمت دیگر دستگاه، در جهت یکسان با جهت حرکت پیستون، خارج می‌شود. عیب اصلی این روش نسبت به روش غیرمستقیم این است که در این روش، به دلیل وجود نیروهای اصطکاکی در اثر حرکت بیلت در طول مخزن، نیروی بیشتری جهت شروع فرایند روزن‌رانی لازم است و با حرکت بیشتر بیلت، این نیرو رفته رفته کاهش می‌یابد. در انتهای بیلت نیز نیرو به شدت افزایش می‌یابد؛ زیرا بیلت در این قسمت باریک است و ماده باید به‌صورت شعاعی از قالب خارج شود. به همین دلیل انتهای بیلت بدون استفاده می‌ماند و در انتهای فرایند باید بریده شود.

### روزن‌رانی غیرمستقیم
در روزن‌رانی غیر مستقیم، جهت حرکت پیستون و محصول روزن‌رانی، مخالف یکدیگر هستند. در این روش، بیلت و محفظه‌ای که بیلت داخل آن قرار دارد، بایکدیگر به سمت قالب که ثابت است حرکت می-کنند. به دلیل اینکه در این روش بیلت و محفظه با یکدیگر حرکت می‌کنند، نیروهای اصطکاکی بین آن‌ها کاهش می‌یابد. مزایای این روش عبارتند از:
- %۳۰–۲۵ کاهش اثرات نیروی اصطکاک که به همین دلیل در این روش، می‌توان بیلت‌های با طول بیشتری را اکسترود کرد.
- به دلیل کاهش حرارت ناشی از اصطکاک، احتمال ایجاد و رشد ترک در محصول روزن‌رانی، به حداقل می‌رسد.
- استفاده از این روش باعث کاهش عیوب ناشی از روزن‌رانی در محصول روزن‌رانی می‌شود.

معایب این روش عبارتند از:
- ناخالصی‌ها و عیوب سطحی بیلت، بر روی سطح محصول روزن‌رانی نیز تأثیر می‌گذارد.
- کاربرد محدودتری نسبت به روزن‌رانی مستقیم دارد؛ زیرا محفظه‌ای که قالب در آن قرار می‌گیرد، باعث محدودیت در ابعاد سطح مقطع محصول می‌شود.

### روزن‌رانی هیدرواستاتیک
یکی از روش‌های متداول شکل‌دهی شدید فلزات، روزن‌رانی هیدرواستاتیک می‌باشد. این روش نوین جزو زیرشاخه‌های روزن‌رانی می‌باشد که به سه صورت سرد، گرم و داغ انجام می‌پذیرد. اولین استفاده کاربردی و صنعتی روزن‌رانی هیدرواستاتیک از سال ۱۸۹۳ میلادی شروع شده‌است. با این وجود، پیشرفت این روش به خصوص در تولید مواد نانو ساختار در سال‌های اخیر انجام شده‌است. روش انجام این فرایند بسیار ساده می‌باشد. بدین صورت که یک بیلت (به صورت استوانه‌ای شکل) اولیه در داخل محفظه روزن‌رانی قرار می‌گیرد. سپس توسط پیستون پرس مانند، فشار به یک سیال منتقل گشته و در نهایت فشار یکنواخت سیال روی بیلت اولیه، موجب تغییر شکل و روزن‌رانی ماده می‌گردد. به خاطر ایجاد تغییر شکل یکنواخت و همچنین امکان ایجاد نرخ کرنش‌های بالا(104 بر ثانیه) ضریب اصطکاک بین بیلت و قالب کم در نظر گرفته می‌شود. همچنین با انتخاب زاویه قالب کوچک نیز می‌توان به تغییر شکل همگن و یکنواخت دست یافت. با استفاده از این روش می‌توان مواد نانو ساختار با اشکال مختلف با سطح مقطع‌های پیچیده تولید کرد. با توجه به پارامترهای مختلف فرایند در هر مرحله از روزن‌رانی، کرنشهای بالا (در حدود هشت) را می‌توان ایجاد کرد. البته لازم است ذکر شود که برای رسیدن به مواد با اندازه نانو این فرایند باید در چند مرحله انجام پذیرد. همچنین باید در نظر داشت که نرخ کرنش بالا نباید بیش از حد زیاد باشد زیرا باعث فشار بیش از حد به بدنه قالب می‌گردد. در این روش به دلیل استفاده از فشار هیدرو استاتیک اکسترود شدن مواد به صورت یکنواخت انجام می‌گیرد. با مقایسه دیگر روش‌های تغییر شکل شدید مانند پرس با قالب زاویه دار(ECAP), پیچش با فشار زیاد(HPT) و روزن‌رانی دوره‌ای و تکنیک فشار(CEC) می‌توان با کرنش کمتر به اندازه دانه یکسان دست یافت.

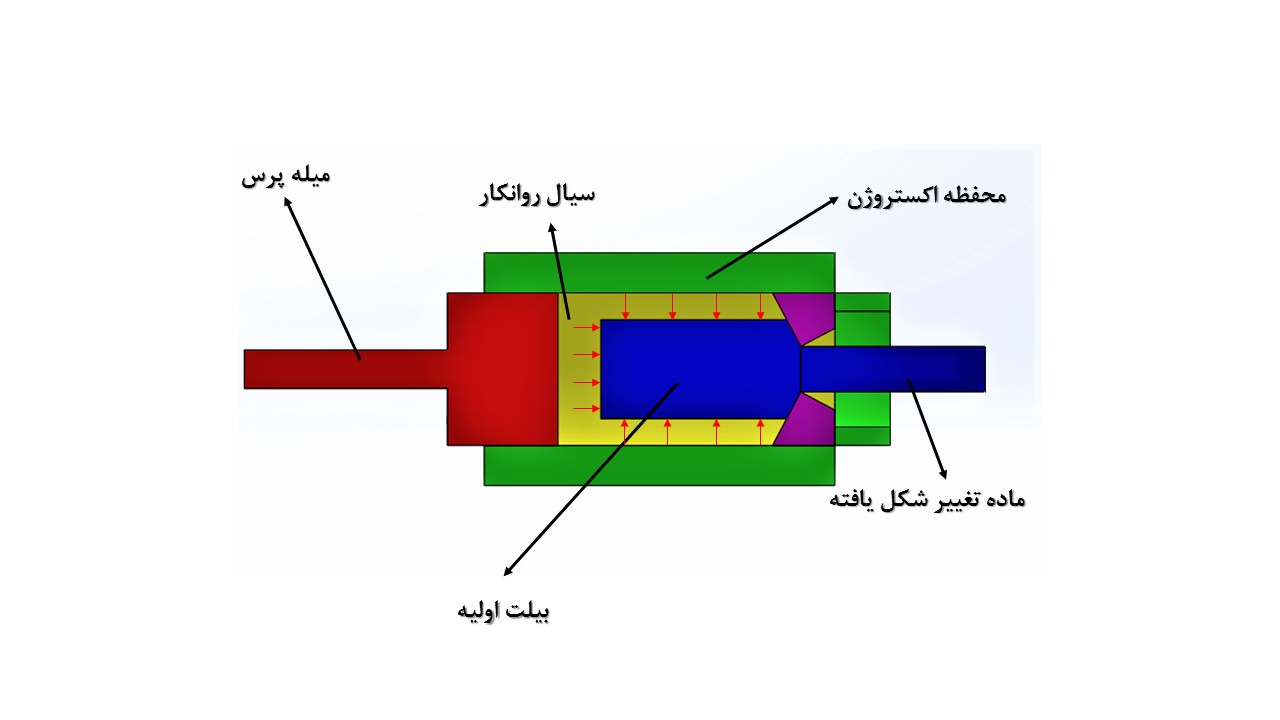
شماتیک روزن‌رانی هیدرواستاتیک

#### مزایا و محدودیت‌های روزن‌رانی هیدرواستاتیک
روزن‌رانی هیدرواستاتیک در مقایسه با روزن‌رانی سنتی دارای مزایا و معایب مختلف می‌باشد. از جمله مزایای این روش می‌توان به سه مورد اشاره کرد. الف) فشار موجود در این فرایند به طول بیلت مورد آزمایش بستگی ندارد؛ زیرا اصطکاک بین بیلت و محفظه روزن‌رانی از بین رفته‌است. ب) فشار کل موجود بین بیلت و محفظه و بیلت با قالب به خاطر عدم وجود اصطکاک ناشی از بیلت با محفظه بسیار کم می‌باشد. ج) به خاطر اعمال تنش هیدرواستاتیک خمیدگی ماده اکسترود شده وجود نداشته و ماده با ساختار همگن تولید می‌شود. با این وجود این فرایند دارای محدودیت‌هایی نیز می‌باشد که از جمله آن‌ها عبارتند از: الف) مشکل شدن طراحی ایمن محفظه به خاطر استفاده مداوم از فشارهای بالا. ب) بارگذاری پیچیده به خاطر وجود سیال و فشار بالا و در نهایت ج) کاهش راندمان فرایند با افزایش فشار وارد بر سیال. همچنین به خاطر روغن کاری مداوم و سیکل وار در فرایند روزن‌رانی رفتار چسبش-لغزش (Stick-Slip) مشاهده می‌شود. این پدیده باعث می‌شود تا فشار لازم ثابت نبوده و از فشار در حالت ثابت (فشار بهینه) منحرف گردد. پدیده چسبش-لغزش همچنین باعث تغییرات در قطر بیلت و عدم ثبات در فرایند می‌شود.

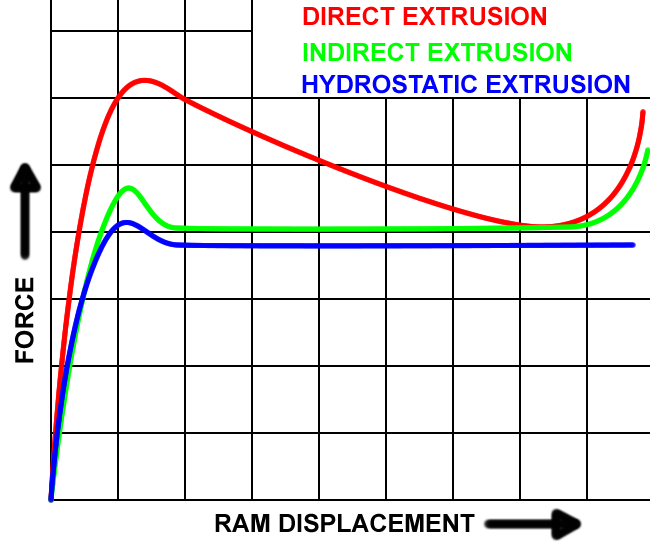
مقایسه نیروی لازم برای روزن‌رانی سنتی و روزن‌رانی هیدرو استاتیک

#### پارامترهای روزن‌رانی هیدرواستاتیک
پارامترهای مختلفی بر روی فرایند تأثیرگذار می‌باشند. از جمله این پارامترها می‌توان به فشار روزن‌رانی (Pex)، زاویه قالب (die angle)، نرخ روزن‌رانی (ratio of extrusion) و سیال مورد استفاده اشاره کرد. کنترل هر کدام یک از این پارامترها منجر به تغییرا ت محسوس در فرایند روزن‌رانی هیدرواستاتیک می‌گردد.
1. ۱ فشار روزن‌رانی

می‌توان با اطمینان گفت یکی از اساسی‌ترین متغیرهای فرایند هیدرواستاتیک تعیین فشار روزن‌رانی می‌باشد. به عبارت دیگر، هرگونه اشتباه در تعیین فشار روزن‌رانی باعث به وجود آمدن اختلال در امر روزن‌رانی خواهد شد. علاوه بر این، فشار روزن‌رانی خود تابعی از چهار پارامتر دیگر می‌باشد. الف) زاویه قالب، ب) نرخ روزن‌رانی، ج) ضریب اصطکاک و د) استحکام تسلیم ماده بیلت. با افزایش ضریب اصطکاک کار لازم برای غلبه بر نیروی اصطکاک بیشتر شده و به تبع آن فشار لازم برای تغییر شکل بیلت افزایش می‌یابد. همچنین می‌توان گفت که با افزایش استحکام تسلیم، فشار بیشتری برای تغییر شکل ماده نیاز می‌باشد. در نهایت می‌توان این‌گونه اظهار داشت که تعیین درست فشار روزن‌رانی کمک شایانی به بهبود عملکرد روزن‌رانی هیدرواستاتیک می‌نماید.
1. ۲ زاویه قالب

پارامتر دیگری که نقش مهمی در بالا بردن راندمان کاری دارد، زاویه قالب مورد استفاده در فرایند روزن‌رانی هیدرواستاتیک می‌باشد. به‌طور کلی سه نوع کار در فرایند روزن‌رانی وجود دارد. الف) کار تغییر شکل همگن یا کمترین کار لازم برای تغییرشکل بیلت به شکل نهایی، ب) کار مازاد(Redundant Work) که در اثر پدیده برش معکوس در ناحیه تغییر شکل ایجاد می‌شود و ج) کار نیروی اصطکاک که در اثر اصطکاک بین دیواره قالب و بیلت ایجاد می‌شود. کار نیروی اصطکاک با زاویه قالب در تناسب می‌باشد. به عبارت ساده‌تر، هر چه زاویه قالب افزایش یابد، سطح تماس بین بیلت و دیواره قالب کمتر شده و نیروی اصطکاک کمتر می‌شود. این پدیده باعث کاهش فشار لازم برای تغییرشکل می‌گردد؛ زیرا کار لازم برای غلبه بر اصطکاک توسط فشار روزن‌رانی تأمین می‌گردد. به‌طور خلاصه می‌توان بیان کرد که زاویه قالب همواره باید مقدار بهینه‌ای داشته باشد تا راندمان کاری افزایش یابد.
1. ۳ نرخ روزن‌رانی

یکی دیگر از پارامترهای تأثیرگذار در راندمان فرایند روزن‌رانی هیدرواستاتیک، نرخ روزن‌رانی یا به عبارت ساده‌تر میزان کاهش سطح مقطع(Reduction of surface area) می‌باشد. در یک زاویه قالب ثابت، افزایش میزان نرخ روزن‌رانی منجر به افزایش سطح تماس بین بیلت و دیواره قالب شده و در نتیجه فشار زیادی برای غلبه بر کار سختی ناشی از کرنش زیاد نیاز می‌باشد.
1. روانکاری قالب و شمش

روانکاری مناسب بین سطوح بیلت و قالب در فرایند روزن‌رانی منجر به کاهش فشار روزن‌رانی می‌گردد. سیال روانکار باید خواص ویژه‌ای داشته باشد تا بهترین کارایی را در فرایند روزن‌رانی داشته باشد. از جمله پارامترهای مهم در انتخاب روانکار مناسب، گران‌روی و ضخامت فیلم روانکار می‌باشد. ضخامت فیلم روانکار تأثیر قابل توجهی بر روی اصطکاک بین بیلت و دیواره قالب می‌گذارد. به عبارت دیگر، با افزایش ضخامت روانکار، تماس بین بیلت و دیواره قالب کاهش یافته، کار نیروی اصطکاک کاهش یافته و در نهایت فشار لازم برای تغییر شکل نیز کاهش پیدا می‌کند. از طرف دیگر، تغییرات در ضخامت روانکار موجب تغییرات قابل توجه در صافی سطح پایانی مواد دارد. به‌طور خلاصه تر می‌توان گفت که استفاده از روانکار با ضخامت ضخیم منجر به صافی سطح پایین می‌گردد. از طرف دیگر، به دست آوردن سطوح با صافی سطح بالا را می‌توان با استفاده از روانکار با ضخامت پایین به دست آورد. گران‌روی نیز عاملی دیگر در انتخاب روانکار می‌باشد. با افزایش گران‌روی شرایط تغییر شکل بدتر شده و منجر به ایجاد ترک در بیلت و ماده نهایی می‌گردد.

## روزن‌رانی مواد غذایی
روزن‌رانی مواد غذایی که امروزه به منظور تهیه فراورده‌های پاستا و سایر فراورده‌های شکل داده شده، غلات آماده مصرف، اسنک، غذای حیوانات خانگی، فراورده‌های قنادی، نشاسته اصلاح‌شده مخصوص سوپ، غذای کودک، غذای آماده و پایه‌ای برای تولید نوشیدنی مورد استفاده فراوان قرار می‌گیرد به یکی از فرایندهای مهم تبدیل شده‌است. این فرایند نوعی پخت محسوب می‌شود که می‌توان از آن در تولید فراورده‌های پُف‌داده و تُرد استفاده کرد. این فرایند، به صورت مداوم است و در آن دمای بالا و زمان کوتاه اعمال می‌شود و در سال‌های اخیر در سطح جهانی به یکی از مشهورترین فرایندهای اقتصادی برای فرموله کردن محصولات بر پایه غلات تبدیل شده‌است.
روزن‌رانی را می‌توان به عنوان فرایندی که در آن موادی مثل نشاسته ذوب‌شده با فشار از خروجی (دای) به منظور ایجاد شکل خاص عبور داده می‌شوند تعریف کرد. در حین فرایند روزن‌رانی، انرژی حرارتی حاصل، همراه با انرژی مکانیکی (برشی) تغییرات فیزیکوشیمیایی سریعی در ماده اولیه ایجاد می‌کند. یکی از مهم‌ترین ویژگی‌های فرایند روزن‌رانی، پف دادن به فراورده است که بافت ماده غذایی را تحت تأثیر قرار می‌دهد.
فناوری روزن‌رانی به عنوان یک فرایند تولیدی کارا، نقش مهمی در صنایع غذایی بر عهده دارد. این فرایند متشکل از عملیات جابجایی، اختلاط، برش، حرارت و تبرید، شکل‌دادن، خروج مواد فرار و رطوبت، ایجاد طعم، انکپسولاسیون و استریلیزاسیون می‌باشد. این فرایند می‌تواند در دمای پایین (مثل تولید فراورده‌های خمیری) یا در دماهای بالا (مثل تولید اسنک) اجرا شود. در بعضی از سیستم‌ها، به دلیل وجود فشار، آب در حالت مایع فوق داغ است که این موضوع کنترل عمل شکل‌دادن را تسهیل می‌کند و نیروی برشی را افزایش می‌دهد. این فشار می‌تواند بین ۲۵ تا بیش از ۲۰۰ بار متغیر باشد.

### دلایل رواج
به دلایل زیر استفاده از فرایند روزن‌رانی در دو دهه اخیر رواج یافته‌است:
- تطبیق‌پذیری: این روش امکان تولید طیف وسیعی از فراورده‌ها را از طریق تغییر اجزا و شرایط عمل اکسترودر و دای‌ها فراهم می‌کند به گونه‌ای که بسیاری از این فراورده‌ها را نمی‌توان با روش‌های دیگر تولید کرد.
- قیمت: فرایند روزن‌رانی هزینه کمتری نسبت به سایر روش‌های پخت و شکل‌دهی دارد.
- راندمان: اکسترودرها می‌توانند به صورت مداوم عمل کنند که باعث افزایش راندمان می‌شود.
- کیفیت محصول: در فرایند روزن‌رانی دمای بالا در زمان کوتاه مورد استفاده قرار می‌گیرد و در نتیجه بخش زیادی از ترکیبات حساس به حرارت در آن باقی می‌مانند.
- حفظ محیط زیست: در این فرایند فاضلاب زیادی تولید نمی‌شود و در نتیجه هزینه تصفیه فاضلاب و آلودگی‌های محیط زیست کاهش می‌یابد.

## روزن‌رانی آلومینیم
روزن‌رانی آلیاژهای آلومینیم یکی از روش‌های نسبتاً ارزان برای تولید اشکال پیچیده در طول بلند با تلرانس هندسی دقیق به‌شمار می‌آید. در فرایند روزن‌رانی یک بلوک فلزی (بیلت) در اثر اعمال فشار، از قالبی با سطح مقطع کوچکتر عبور می‌کند. تا به شکل محصول مورد نیاز تبدیل شود. فرایند روزن‌رانی یک فرایند پیوسته‌است که به کمک آن می‌توان مقاطع شکل‌دهی شده را در طول‌های بلند و دلخواه تولید کرد. با توجه به انعطاف‌پذیری بسیار عالی آلومینیم در دمای روزن‌رانی، فرایند روزن‌رانی برای آلومینیم مناسب است. روزن‌رانی آلیاژهای آلومینیم متفاوت است. آلیاژهایی که استحکام آن‌ها بالاست به سختی اکسترود می‌شوند. با افزایش ضخامت شکل که در آن ضخامت به صورت یکنواخت است اکسترود به آسانی انجام می‌شود. در حالی که شکل‌های نامتعادل و نامتقارن به سختی اکسترود می‌شوند. همهٔ آلیاژهای آلومینیم می‌توانند روزن‌رانده شوند. اما برخی از آلیاژها که نیازمند فشار بالا، سرعت کم روزن‌رانی، یا دارای کمترین پرداخت سطح و پیچیدگی مقطعه می‌باشند نسبت به دیگر آلیاژها برای روزن‌رانی کمتر مناسب‌اند. محصولات اکسترود شده آلومینیم بیش از ۵۰ درصد از بازار اروپا را در بهر می‌گیرند که بیشترین مصرف را در صنعت ساخت و ساز دارند. روزن‌رانی‌های آلومینیم در ساختمان‌های تجاری و خانگی برای ساخت در و پنجره، خانه‌های از پیش‌ساخته شده، سازه‌های ساختمانی، سقف، روکش فلزی نمای خارجی و … استفاده می‌شوند. علاوه بر این نیز در صنعت حمل و نقل برای بدنه، جاده و راه‌آهن، خودرو و در کاربردهای دریایی استفاده می‌شوند.

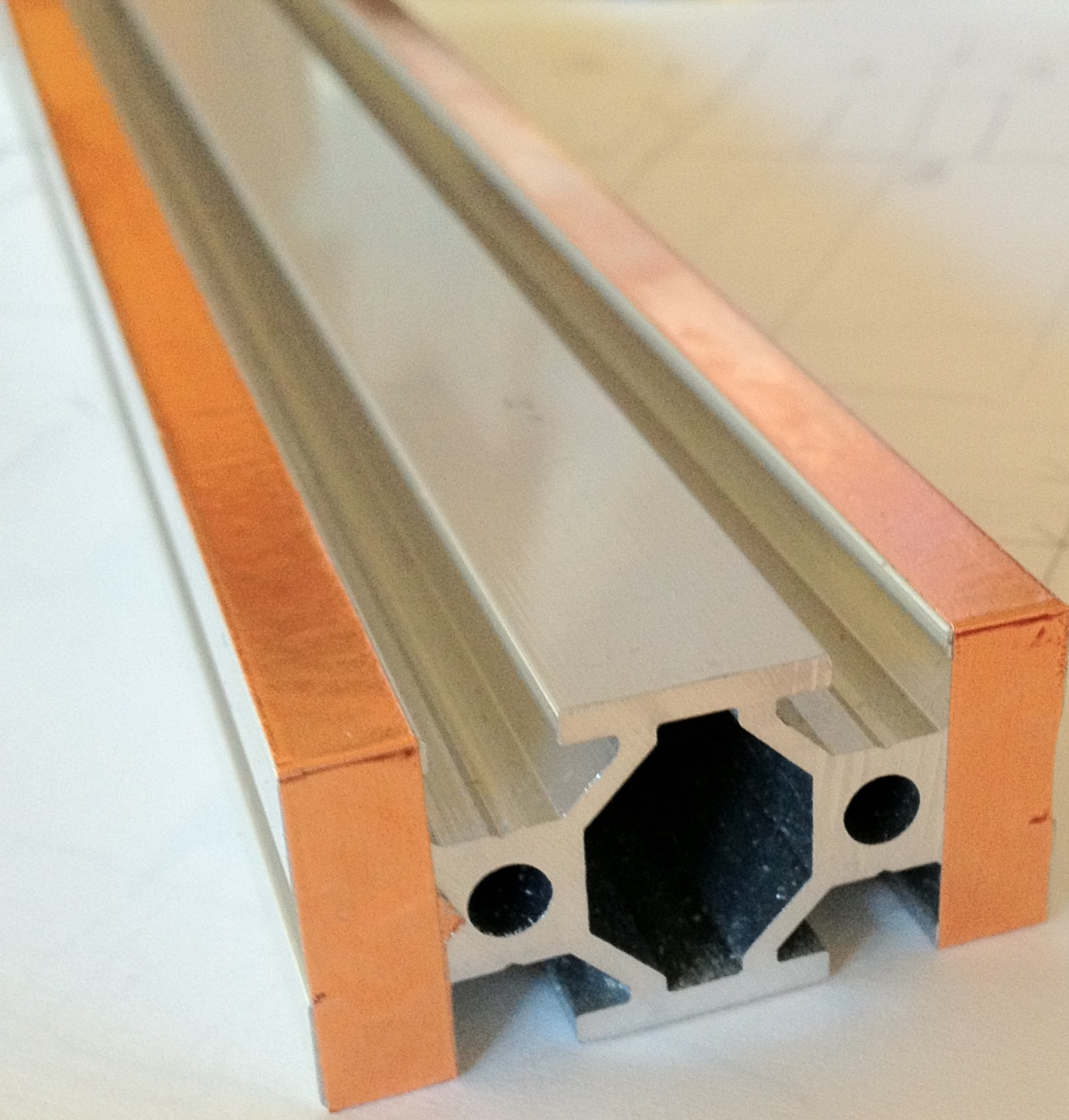
ESD-d

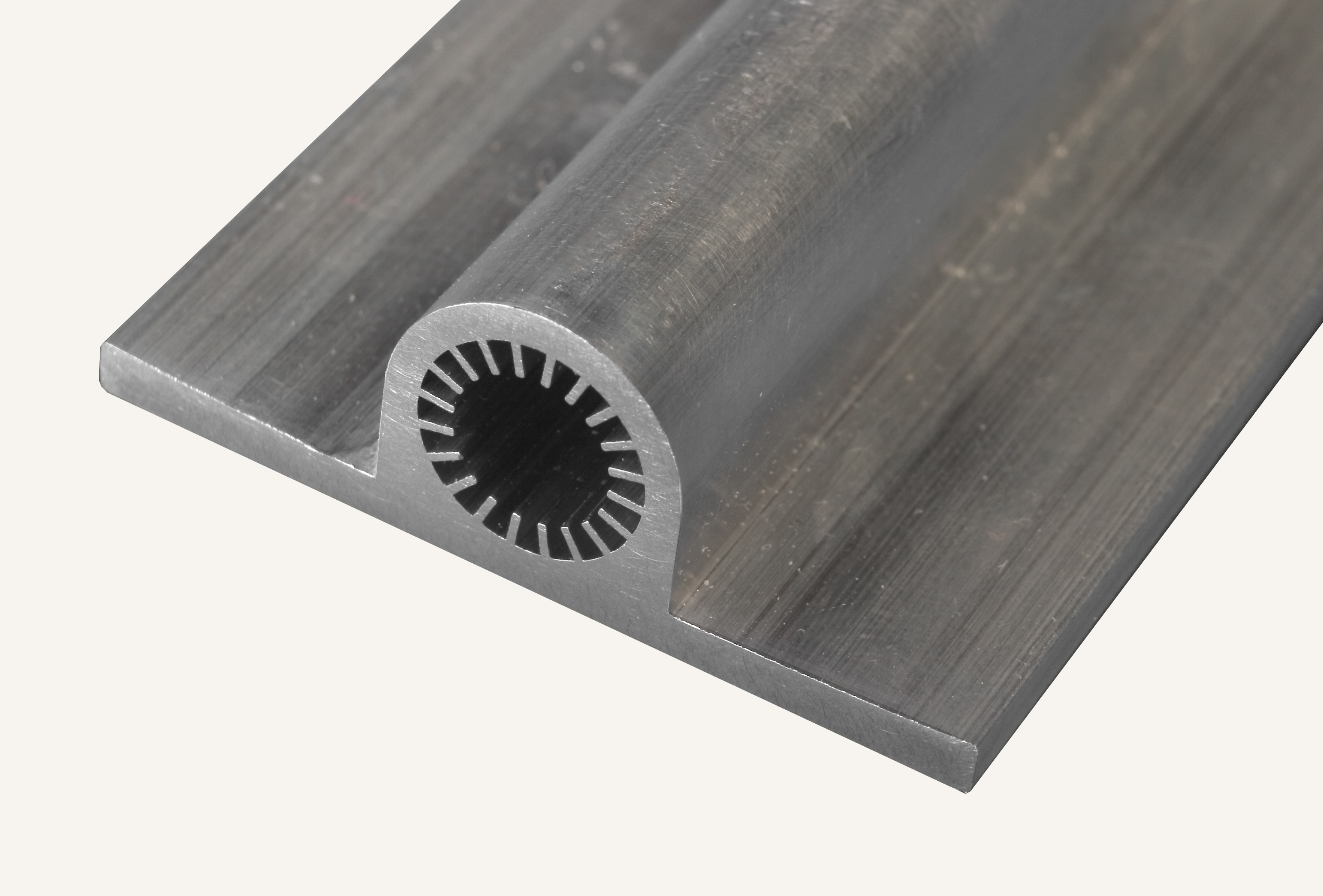
Grooved Aluminum Extrusion for Spacecraft Heat Pipes

### فرایندهای تولید روزن‌رانی
روزن‌رانی فرایند تغییر شکل پلاستیکی است که در آن بیلت در اثر اعمال نیرو از قالبی با سطح مقطع کوچک‌تر عبور می‌کند. در واقع روزن‌رانی فرایند متراکم‌سازی غیر مستقیم است. نیروهای لازم برای این متراکم‌سازی به وسیله تماس بیلت با محفظه قالب (کونتینر) و قالب ایجاد می‌شوند که مقادیر آن‌ها بسیار زیاد است. تماس بیلت با محفظه قالب و قالب منجر به ایجاد تنش‌های فشاری بالایی می‌شود که این تنش‌ها باعث کاهش احتمال بروز ترک سطحی بیلت حین انجام فرایند می‌شود. روزن‌رانی بهترین روش برای شکستن ساختار ریختگی بیلت است چرا که در این فرایند بیلت تنها تحت تأثیر نیروهای فشاری قرار می‌گیرد. بسته به نوع آلیاژ و روش مورد نظر روزن‌رانی می‌تواند به صورت سرد و گرم انجام شود. در صورتی‌که شمش اولیه قبل از شروع شکل‌دهی حرارت داده شود، روزن‌رانی را گرم و در غیر اینصورت، سرد نامند. فرایند روزن‌رانی گرم به منظور تولید محصولات فلزی نیمه تمام با طول نسبتاً زیاد و مقطع ثابت (انواع پروفیلهای توپر و توخالی، متقارن و غیر متقارن آلومینیمی و آلیاژهای آن‌ها مانند مفتول، تسمه، لوله و بوش) به تعداد زیاد و با سطح مرغوب و دقت ابعادی به کار می‌رود. قطعاتی که از طریق روزن‌رانی سرد تولید می‌شوند، به دلیل داشتن سطح مرغوب و دقت ابعادی بالا دیگر نیازی به کار اضافی ندارند یا فقط مقدار بسیار جزئی پرداخت کاری برای آن‌ها ضروری است. به این ترتیب هم در مواد مصرفی و هم در وقت، صرفه جویی به عمل می‌آید. امروزه روزن‌رانی سرد بیشتر برای تولید قطعاتی از وسائل نقلیه، تجهیزات نظامی، ماشین آلات صنعتی و تجهیزات الکترونیکی، به صورت تولید انبوه، به کار می‌رود؛ بنابراین روزن‌رانی سرد یک عملیات ثانوی یا نهایی بر روی قطعاتی است که به صورت نیمه تمام از طریق روش‌های دیگر، از قبیل ریخته‌گری، روزن‌رانی گرم، نورد، تولید می‌شوند. همچنین روزن‌رانی از نظر حرکت قالب و بیلت به دو صورت انجام می‌گیرد: روزن‌رانی مستقیم، روزن‌رانی غیر مستقیم، در فرایند روزن‌رانی مستقیم یک بلوک فلزی (شمش) در اثر اعمال فشار از قالبی با سطح مقطع کوچکتر عبور می‌کند. تا به شکل محصول مورد نیاز تبدیل شود. در روزن‌رانی غیر مستقیم قالب با فشار به داخل بیلت رانده می‌شود.

### مراحل فرایند روزن‌رانی آلومینیم
شمش (بیلت) باید به دمای ۴۲۶–۴۹۶ درجه سانتیگراد رساند.
1. بعد از رسانیدن بیلت به دمای مورد نظر آن را توسط لودر به داخل رام رانده و بیلت را بوسیله دوده یا چربی مخصوص چرب می‌کنند تا از چسبیدن بیلت به قالب جلوگیری شود ونیز نقش روان‌کننده را ایفا می‌کند.
2. سپس شمش به کرایدل انتقال داده می‌شود.
3. رام با فشار شمش را به جلو می‌راند تا اینکه شمش وارد کانتینر شود.
4. سپس فشار ادامه پیدا کرده و شمش از قالب گذشته و رفته رفته کوچکتر شده تا اینکه به انتهای کانینر می‌رسد هنگام عبور آلومینیوم از قالب، از اطراف قالب نیتروژن مایع عبور داده می‌شود که باعث افزایش طول عمر و دوام قالب می‌شود.
5. در نتیجه فشار شمش از قالب عبور کرده و شکل قالب را به خود می‌گیرد.

۷- هنگامی که مواد اکسترودی از پرس خارج شود دما توسط حسگرهای نصب شده در پرس کنترل و تنظیم می‌گردد. هدف اصلی از دانستن دما برای حفظ حداکثر سرعت عملیات روزن‌رانی می‌باشد. مقدار دمای خروجی روزن‌رانی بستگی به آلیاژ آلومینیوم است؛ و برای مثال حرارت آلیاژهای 6063A ،۶۴۶۳ ،۶۰۶۳٬۶۱۰۱ برابر حداقل ۴۹۸ درجه سانتی‌گراد و آلیاژهای 6005A ،۶۰۶۱ برابر حداقل ۵۱۰ درجه سانتی‌گراد است.
1. روزن‌رانی به خارج از قالب هل داده می‌شود. سپس قطعه اکسترود شده توسط یک سری فن و میز خنک‌کننده سرد می‌شود..
2. تمامی بیلت در عملیات روزن‌رانی استفاده نمی‌شود و در آخر پوسته به صورت اکسید باقی می‌ماند که بیلت را برداشته و بیلت دیگری بارگذاری شده و این پروسه همچنان تکرار می‌شود.
3. هنگامی که محصول به طول دلخواه رسید توسط اره بریده می‌شود.
4. محصول پس از برش به میز خنک‌کننده منتقل می‌شود.
5. بعد از خنک شدن محصولات آن‌ها را به روی میز مخصوصی (استریج) هدایت می‌کنند که در این مرحله آن‌ها را تابگیری می‌کنند که باعث می‌شود که پروفیلها به صورت صاف و یکنواخت طبق استانداردهای مورد نظر در آیند.
6. سپس پروفیلها رادر اندازه‌های استاندارد (یا سفارش داده شده) برش می‌دهند.[۲۱]

### روزن‌رانی مستقیم آلومینیم
در روزن‌رانی مستقیم که مرسوم‌ترین روش مورد استفاده برای روزن‌رانی آلومینیم می‌باشد، بیلت از جنس آلومینیم بین ۵۰۰ – ۴۵۰ درجه سانتی گراد پیش گرم شده زیرا در این دما جریان تنش در آلیاژ آلومینیم بسیار کم است که با اعمال فشار با استفاده از یک رام به انتهای بیلت قطعه به درون قالب هل داده می‌شود؛ و شکل قالب را به خود می‌گیرد. روش روزن‌رانی مستقیم، در تولید میل‌گرد آلومینیومی، مفتول آلومینیومی، لوله آلومینیمی و مقاطع آلومینیم تو پر و تو خالی مورد استفاده قرار می‌گیرد. در روزن‌رانی مستقیم، سیلان فلز هم جهت با حرکت رام است. در حین انجام فرایند بیلت بر روی دیواره محفظه قالب می‌لغزد. وجود نیروهای اصطکاکی به میزان قابل توجهی باعث افزایش فشار مورد نیاز رام می‌گردد. پس از آنکه روزن‌رانی تمام شد، معمولاً به منظور بهبود مقاومت به خوردگی و اکسایش انجام عملیات سطحی ضروری است.

### روزن‌رانی آلیاژهای آلومینیم
همهٔ آلیاژهای آلومینیم می‌توانند اکسترود شوند. اما برخی از آلیاژها که نیازمند فشار بالا، سرعت کم روزن‌رانی، یا دارای کمترین پرداخت سطح و پیچیدگی مقطعه می‌باشند نسبت به دیگر آلیاژها برای روزن‌رانی کمتر مناسب‌اند. در میان روزن‌رانی‌های آلیاژ آلومینیم، آلیاژ آلومینیم-روی-منیزیم از استحکام بیشتری نسبت به دیگر آلیاژها برخوردار است. آلیاژهای آلومینیم-منیزیم-سیلیسم گروه ۶۰۰۰ بیشترین سهم روزن‌رانی در بازار را دارند؛ و در بیشتر کشورها برای ساخت استفاده می‌شوند. در نتیجه مجموعه‌ای از مواد مختلف در استحکام‌های ۱۵۰ تا ۳۵۰ مگاپاسکال با چقرمگی و شکل‌پذیری. خوب می‌باشند. آن‌ها می‌توانند به سادگی اکسترود شوند. در کل اکسترود آن‌ها خوب است اما با لایه نازکی از منیزیم و سیلیکون پوشش داده می‌شوند. به عنوان مثال آلیاژهای ۶۰۶۰ و ۶۰۶۳ با سرعت خیلی بالا تا ۱۰۰ متر بر دقیقه با پرداخت سطح خوب اکسترود می‌شوند.

### مراحل عملیات حرارتی برای روزن‌رانی آلیاژهای آلومینیم
اگر روزن‌رانی در شرایط T4 مد نظر باشد عملیات حرارتی در این مرحله تمام شده اگر T6 مورد نیاز باشد روزن‌رانی کوئنچ شده و سپس در تسریع عملیات حرارتی پیر سختی مصنوعی انجام می‌گیرد؛ و اگر شرایط T5 مد نظر باشد فلز در هنگام خروج از پرس اندکی خنک کاری می‌شود.

## نگارخانه

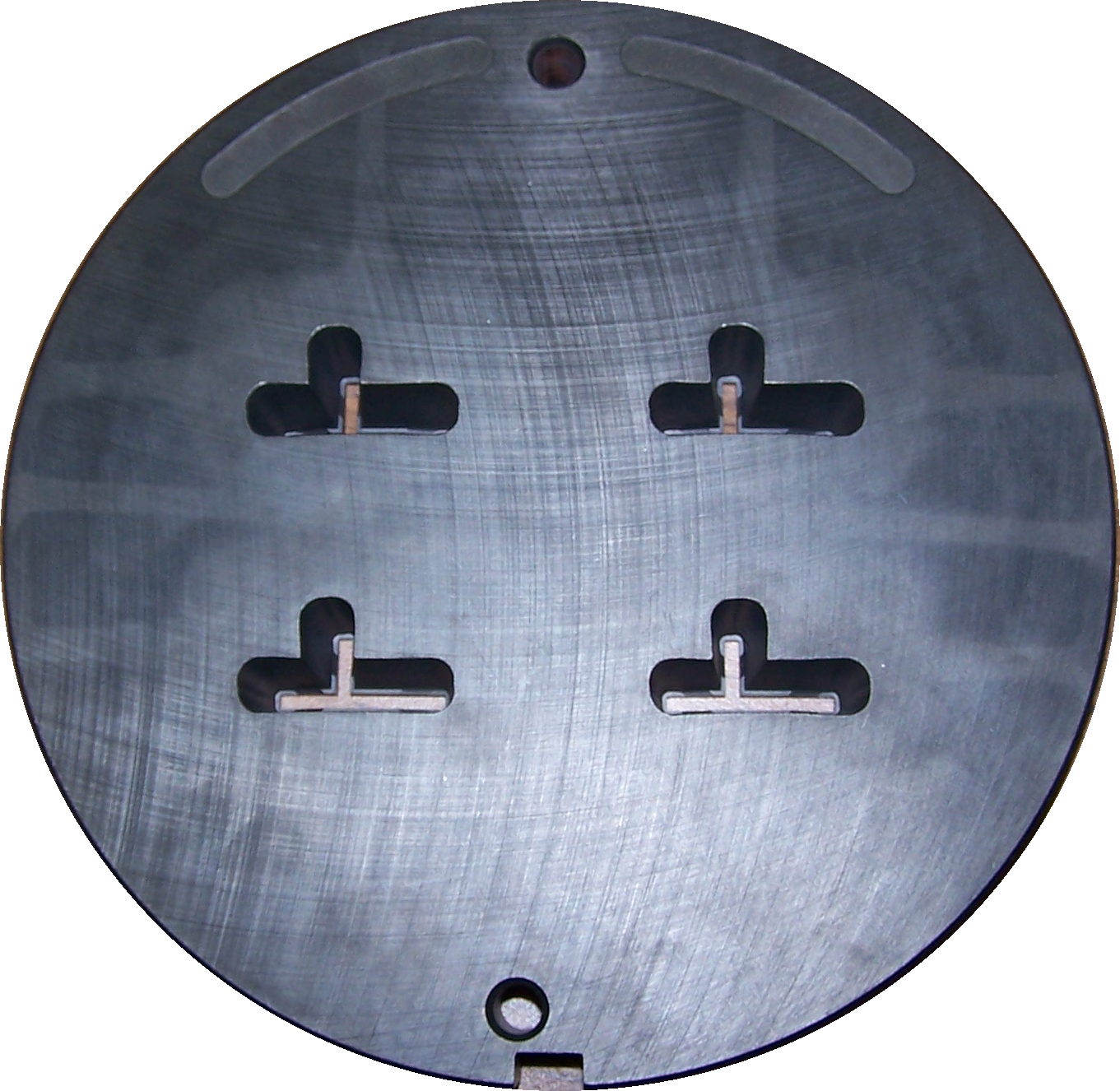
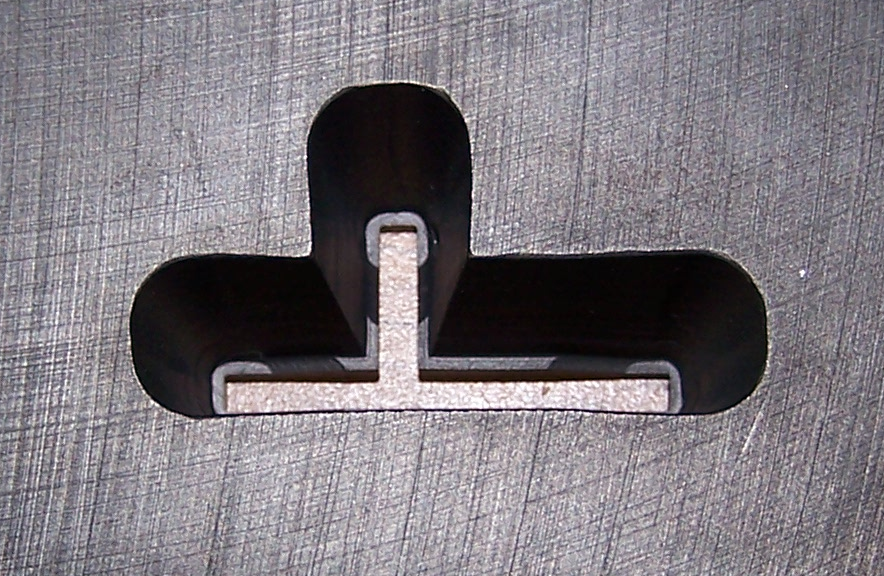
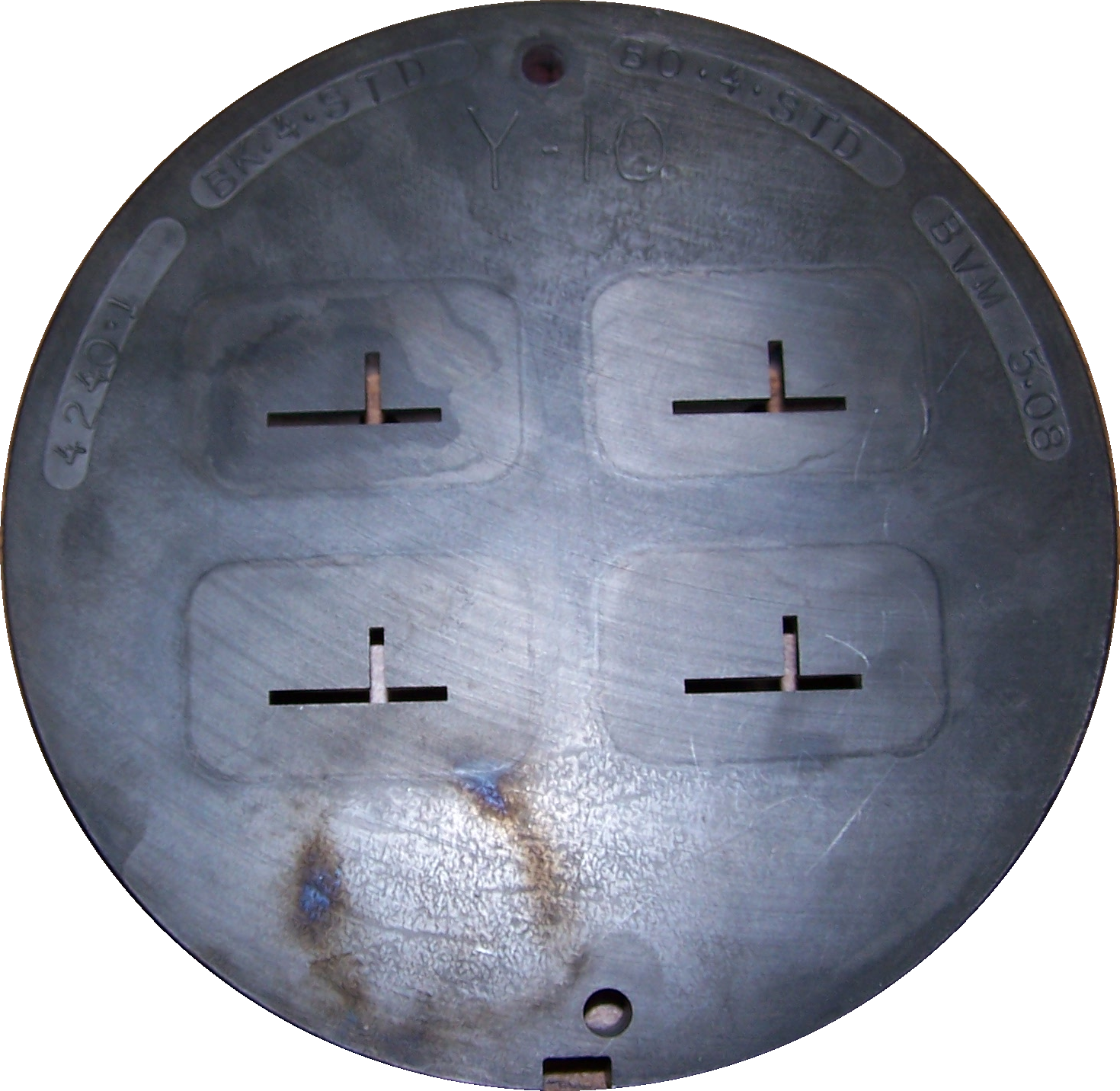
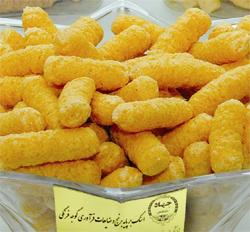